# The Flying Pickets
The Flying Pickets – brytyjska grupa wokalna, śpiewająca aranżacje a cappella znanych przebojów. Najbardziej kojarzona jest z coverem utworu „Only You”, wykonywanego pierwotnie przez grupę Yazoo.

## Historia
Zespół został założony w 1982 roku przez grupę aktorów tworzących 7:84 Theatre group – grupę teatralną śpiewającą a cappella w przedstawieniu One Big Blow, zainspirowanym ówczesnym strajkiem angielskich górników.
Początkowo The Flying Pickets koncertowali w londyńskich pubach i klubach. Wkrótce jednak zostali dostrzeżeni przez wytwórnię Virgin Records, która podpisała z nimi kontrakt w 1983 roku. W tym samym roku ich debiutancki singel „Only You” przez pięć tygodni gościł na pierwszym miejscu brytyjskiej listy przebojów w okresie świąt Bożego Narodzenia, zyskując wielką popularność również w wielu innych krajach. Do czołówki listy powrócili rok później utworem „When You're Young and in Love” z repertuaru Vana McCoya.
Albumy zespołu zawierają głównie przeróbki utworów zespołów z różnych epok m.in. „To Know Him is to Love Him” Teddy’ego Bearsa, „Masters of War” Boba Dylana po „Psycho Killer” Talking Heads. Na trasy koncertowe zespołu składają się setki występów, dawanych w małych klubach, dyskotekach, jak i wielkich salach koncertowych.

## Skład zespołu

### Pierwotny
- Brian Hibbard
- Ken Gregson
- David Brett
- Stripe
- Rick Lloyd
- Gareth Williams

### Obecny
- Andrea Figallo
- Damion Scarcella
- Andy Laycock
- Simon John Foster
- Michael Henry

## Dyskografia

### Albumy
- Live at the Albany Empire (1982)
- Lost Boys (1984)
- Flying Pickets Live  (1986)
- Waiting for Trains  (1987)
- Best of Flying Pickets  (1988)
- At Work (1989)
- Blue Money  (1991)
- The Original Flying Pickets. Volume One (1994)
- The Warning  (1994)
- Politics of Need (1996)
- Vox Pop (1998)
- Live in Hamburg (2003)
- Everyday (2005)

### Single
- „Only You” (1983)
- „When You're Young and in Love” (1984)
- „Only the Lonely” (1985)
- „Sealed with a Kiss” (1985)